# Xã Mason, Quận Taylor, Iowa
Xã Mason (tiếng Anh: Mason Township) là một xã thuộc quận Taylor, tiểu bang Iowa, Hoa Kỳ. Năm 2010, dân số của xã này là 164 người.